# Maike Bruhns
Maike Bruhns (* 1940 in Wolfenbüttel) ist eine deutsche Kunsthistorikerin, Autorin, Kuratorin und Kunstsammlerin, die über Kunst des 20. Jahrhunderts in Hamburg, hauptsächlich in der Zeit des Nationalsozialismus, forscht und publiziert.

## Leben und Wirken
Maike Bruhns studierte von 1960 bis 1964 Germanistik und Kunstgeschichte an den Universitäten München und Hamburg. 1972 machte sie den MA-Abschluss mit der Arbeit Das Amerika-Bild deutscher Emigranten. 1986 promovierte sie mit einer Arbeit über die Hamburger Künstlerin jüdischer Abstammung Anita Rée. Ihre Forschungsschwerpunkte umfassen unter anderem die Themen Hamburgische Sezession, Kunst im Dritten Reich, Kunst im Exil, Kunst im Zweiten Weltkrieg sowie Kunst nach 1945. Ferner schrieb sie über die Kunsthistorikerin Rosa Schapire und künstlerische Arbeiten in Bauten Fritz Schumachers.
2002 wurde sie vom Verein für Hamburgische Geschichte anlässlich ihres Werkes Kunst in der Krise. Hamburger Kunst im „Dritten Reich“ mit der Lappenberg-Medaille ausgezeichnet.
2005 erschien das maßgeblich von Bruhns erweiterte und bearbeitete Kunstlexikon Der neue Rump. Lexikon der bildenden Künstler Hamburgs, Altonas und der näheren Umgebung. Es fußt auf dem 1912 verfassten Lexikon von Ernst Rump, das unter dem Begriff Der Rump zum Klassiker geworden ist. 2013 erschien eine von ihr überarbeitete und erweiterte Neuauflage.
Bruhns hat zahlreiche Ausstellungen kuratiert, unter anderem 2005 Ausgegrenzt in der Hamburger Kunsthalle. Anfang 2013 wurden über 100 Arbeiten von 80 Künstlern aus der Sammlung Maike Bruhns auf der Ausstellung Nachtmahre und Ruinenengel. Hamburger Kunst 1920 bis 1949 anlässlich des 50. Jubiläums des Kunsthauses Hamburg gezeigt. Den Schwerpunkt bildeten Werke der Jahre zwischen 1933 und 1945 von diskriminierten oder verfolgten Hamburger Künstlern.
Im Dezember 2013 erhielt Maike Bruhns für ihr Forschungswerk das Bundesverdienstkreuz am Bande. Am 31. Oktober 2014 wurde ihr von der Staats- und Universitätsbibliothek Hamburg für ihr Buch Bauschmuck bei Fritz Schumacher der Buchpreis HamburgLesen 2014 für das beste Hamburg-Buch verliehen.
Maike Bruhns schenkte ihr Archiv für verfolgte Kunst mit Sitz im Hamburger Warburg-Haus 2016 dem kunstgeschichtlichen Seminar der Universität Hamburg. Es wird dort als Hamburg-Archiv fortgeführt, enthält unter anderem Materialsammlungen zu Künstlern der Hamburgischen Sezession, zu den Verfemten und Verfolgten der NS-Zeit, ferner Materialien zu Museen und Kunstinstitutionen, Künstlervereinigungen, Persönlichkeiten des Kulturlebens, Sammlern und Kunsthändlern.

## Stiftung Kunstsammlung Dr. Maike Bruhns
Parallel zu ihren Forschungen baute Maike Bruhns eine Sammlung Hamburger Kunst auf. Einen Schwerpunkt bildeten zunächst Werke der 1920er Jahre und der in der NS-Zeit diskriminierten oder verfolgten Hamburger Künstler. Später konzentrierte sich die Sammlerin auf die Zeit nach 1945 bis in die Gegenwart. Nach 40 Jahren umfasst die Kunstsammlung mehr als 3000 Arbeiten von 400 Kunstschaffenden. Anfang 2022 wurde sie in die Stiftung Kunstsammlung Dr. Maike Bruhns eingebracht. Diese hat sich zum Ziel gesetzt, durch Präsentationen sowie durch Forschungsaktivitäten die Hamburger Kunst stärker ins Bewusstsein zu rücken.

## PARABEL. Zentrum für Kunst in Hamburg
Am 27. Juni 2025 wurde das von ihr gestiftete Museum PARABEL. Zentrum für Kunst in Hamburg  in einer ehemaligen Kirche, der Nikodemuskirche in Hamburg-Ohlsdorf mit Werken aus ihrer Sammlung eröffnet.

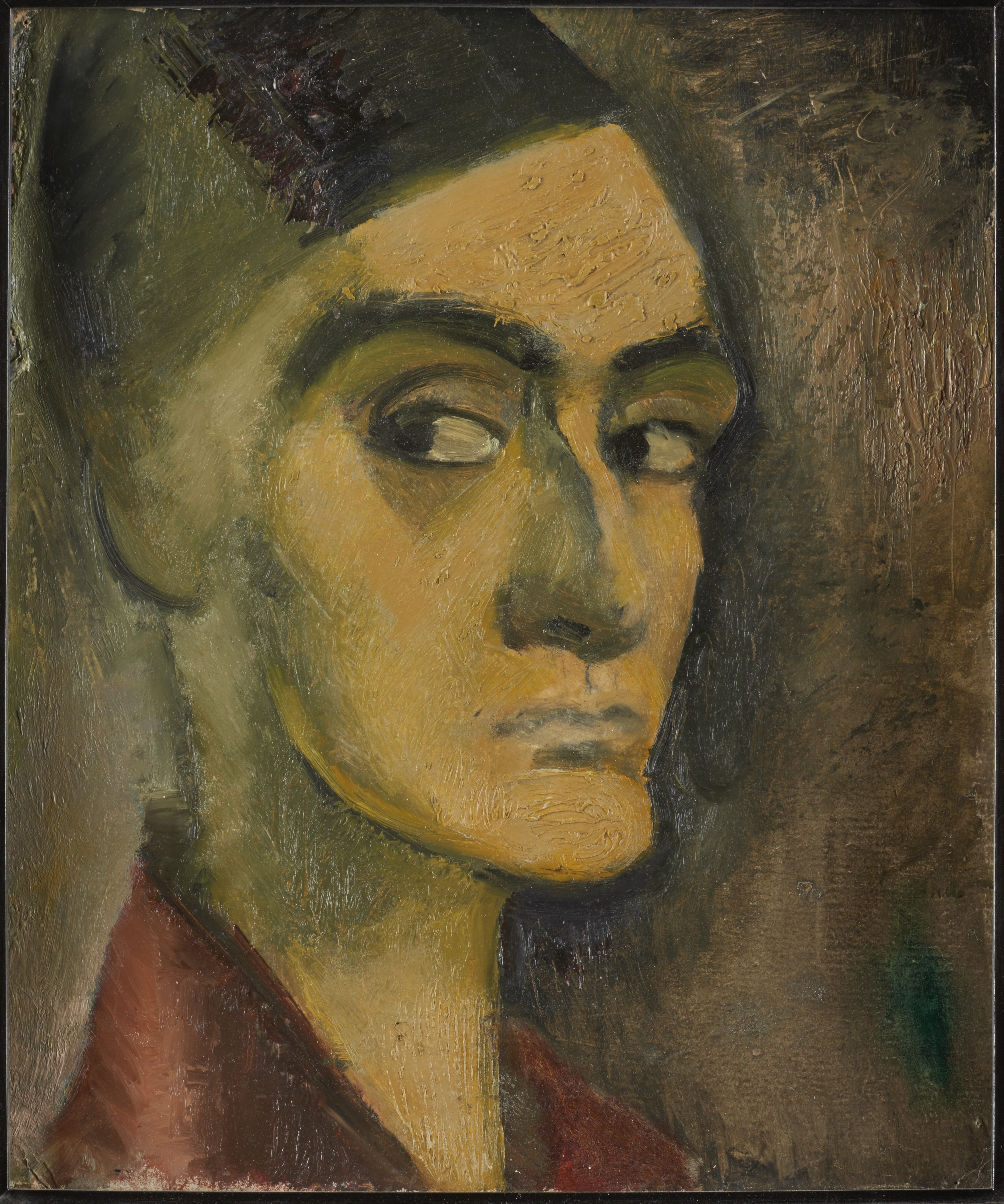
Anita Rée: Selbstbildnis, um 1913
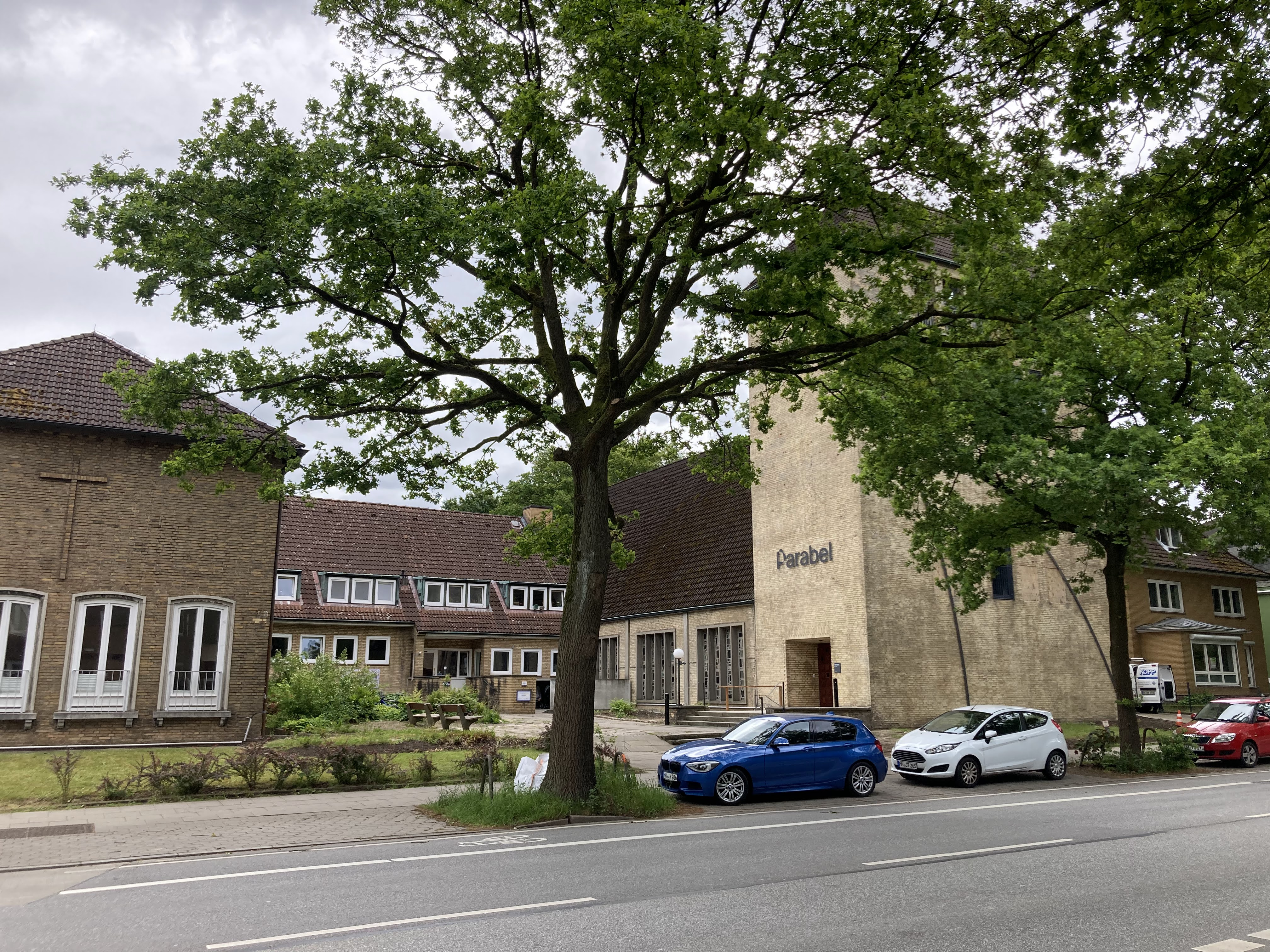
Gebäudekomplex von Parabel. Zentrum für Hamburger Kunst, 2025

## Veröffentlichungen (Auswahl)
- „Hier war doch alles nicht so schlimm“. Wie die Nazis in Hamburg den Alltag eroberten. VSA Verlag, Hamburg 1984, ISBN 978-3-87975-284-3.
- Volker Meier – Ein Maler in Hamburg – Arbeiten von 1955–1987, Sautter + Lackmann, Hamburg 1989, ISBN 978-3-88920-009-9.
- Kurt Löwengard – Ein vergessener Hamburger Maler, Verein für Hamburgische Geschichte, Hamburg 1989, ISBN 978-3-923356-35-5.
- Rolf Nesch – Zeugnisse eines ungewöhnlichen Künstlerlebens in turbulenter Zeit, Merlin Verlag, Gifkendorf 1993, ISBN 978-3-926112-37-8.
- Kunst in der Krise. Band 1: Hamburger Kunst im „Dritten Reich“. Dölling und Galitz, München/Hamburg 2001, ISBN 3-933374-94-4.
- Kunst in der Krise. Band 2: Künstlerlexikon Hamburg 1933–1945. Dölling und Galitz, München/Hamburg 2001, ISBN 3-933374-95-2.
- Anita Rée. Leben und Werk einer Hamburger Malerin 1885–1933. Verein für Hamburgische Geschichte, Hamburg 2001, ISBN 3-923356-15-3.
- Der neue Rump. Lexikon der bildenden Künstler Hamburgs, Altonas und der näheren Umgebung. Überarbeitete Neuauflage, hrsg. von Kay Rump, bearbeitet von Maike Bruhns, unter Mitarbeit von Carsten Meyer-Tönnesmann. Wachholtz, Neumünster 2005, ISBN 978-3-529-02792-5.
- Schapire, Rosa. In: Das Jüdische Hamburg – ein historisches Nachschlagewerk. Wallstein, Göttingen 2006, ISBN 978-3-8353-0004-0, Seite 223.
- Geflohen aus Deutschland – Hamburger Künstler im Exil 1933–1945, Edition Temmen, Bremen 2007, ISBN 978-3-86108-890-5.
- „Die Zeichnung überlebt…“ – Bildzeugnisse von Häftlingen des KZ Neuengamme, Edition Temmen, Bremen 2007, ISBN 978-3-86108-543-0.
- Vom Vergnügungsviertel zum Kiez – Hamburger Künstler auf St. Pauli, Haspa Hamburg (Hrsg.), Hamburg 2011, ISBN 978-3-9813552-5-3.
- Der neue Rump. Lexikon der bildenden Künstler Hamburgs. Hrsg.: Familie Rump. Überarbeitete Neuauflage des Lexikons von Ernst Rump. Ergänzt und überarbeitet von Maike Bruhns, Wachholtz, Neumünster 2013, ISBN 978-3-529-02792-5.
- Bauschmuck bei Fritz Schumacher. Hamburgisches Architekturarchiv: Schriftenreihe des Hamburgischen Architekturarchivs; Band 30. Dölling und Galitz, München/Hamburg 2013, ISBN 978-3-86218-038-7.
- Emil Maetzel: Spätwerk 1945–1955. Wachholtz, Kiel 2015, ISBN 978-3-529-03436-7.
- … im Namen der ganzen deutschen Kunst auf vorgeschobenem Posten …. In: Malerei und Plastik in Deutschland 1936. Die Geschichte einer verbotenen Ausstellung, Kunststiftung Heinrich Stegemann, Norderstedt 2016, ISBN 978-3-7412-1036-5.
- Anita Rée (1885–1933) – Das Werk, Hamburger Kunsthalle (Hrsg.), Prestel Verlag, München 2018, ISBN 978-3-7913-5712-6.
- Tanz des Lebens – Die Hamburgische Sezession, Jenisch Haus Hamburg (Hrsg.), Sandstein Verlag, Dresden 2019, ISBN 978-3-95498-462-6.
- Gerhard Fietz: Kunst als Entdeckung des eigenen Selbst: Korrespondenz 1930–1977, herausgegeben von Freia Oliv für das Museum Penzberg. Wienand Verlag, Köln 2021, ISBN 978-3-86832-588-1.
- Meine Sammlung Hamburger Kunst im 20. Und 21. Jahrhundert, Norderstedt 2022, ISBN 978-3-7557-1651-8.